# Scramasax

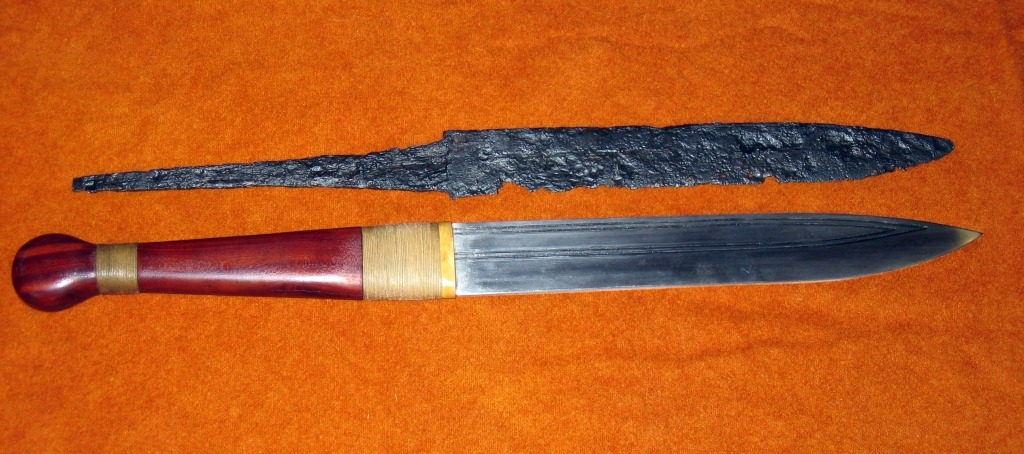
I resti di uno scramasax accostati a una replica ricostruita in era moderna.

Lo scramasax era un'arma corta a un taglio, caratteristico dei popoli germanici, con un solo margine tagliente (filo). Pare che venisse usato generalmente come attrezzo, ma che avesse pure valenza di arma in situazioni estreme.

## Caratteristiche
Il termine scramasax è attestato anche nelle forme cramasax, kramasak hadseax, sax, seaxe, scramaseax, seax e sachsum. Ne è stata rinvenuta una gran varietà di fogge, con dimensioni comprese tra 7,5 e 75 cm; i più grandi (detti langseax) erano verosimilmente armi, i più piccoli (hadseax), attrezzi, mentre gli intermedi svolgevano le due funzioni.
Lo scaramasax nel corso del tempo si allungò: si passò dai 20-30 cm iniziali (Kuzsax) ai 70-80 cm del secolo VII inoltrato/inizi dell'VIII secolo (Langsax).
Lo scramasax faceva parte del corredo militare comunemente utilizzato dai Longobardi, come attestano le diverse guarnizioni da fodero in lamina d'oro lavorata a giorno pervenute.

## Aspetti sociali e linguistici
Esibire al proprio fianco uno scramasax (come del resto una spada) era probabilmente indicativo dello status di uomo libero (arimanno), giacché solo gli uomini liberi avevano il diritto di girare armati. Lo scramasax veniva portato in un fodero fissato orizzontalmente alla cintura.
Poiché in alcuni dialetti inglesi esistono vocaboli come scram o scran per designare il cibo e seax per indicare una lama, si può supporre che scramasax significasse "coltello per il cibo". Nella letteratura medievale, il termine è utilizzato nella Storia dei Franchi di Gregorio di Tours e nel Beowulf, dove il protagonista lo usa per fare a pezzi il drago morente. L'uso generalizzato del termine per comprendere ogni sorta di lama corta affine è errato.
Lo stesso nome del popolo sassone potrebbe derivare proprio da seax, un'innovazione per cui al tempo erano noti.

## Vessillologia

Bandiera della contea di Essex.

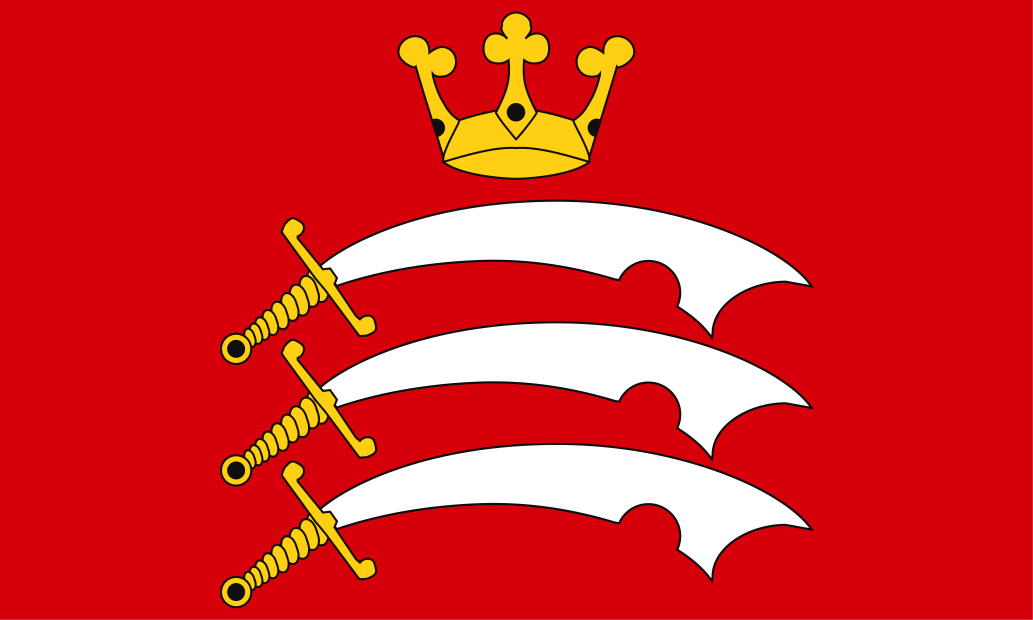
Bandiera della contea di Middlesex.

Lo scramasax ricorre nella vessillologia delle contee inglesi di Middlesex ed Essex, entrambe recanti tre scramasax in campo rosso.